# Gugu Mbatha-Raw
Pour les articles homonymes, voir Mbatha.
Gugu Mbatha-Raw (/ˈɡuːɡuː mbɑːtəɹɔː/) est une actrice britannique, née le 21 avril 1983 à Oxford (Angleterre).
Elle commence sa carrière dans des productions britanniques, puis elle est révélée, progressivement, à une audience internationale grâce à des projets comme la série d'espionnage Undercovers (2010-2012) et les drames plébiscités dont elle est l'héroïne Belle (2013) et Beyond the Lights (2014).
Dès lors, elle alterne en tant que tête d'affiche et second rôle dans des productions telles que Seul contre tous (2015), Toute la vérité (The Whole Truth, 2016), Free State of Jones (2016), La Belle et la Bête (2017), The Cloverfield Paradox (2018), Un raccourci dans le temps (2018) et joue régulièrement la vedette pour le cinéma indépendant.
En 2019, elle obtient un rôle principal dans la série The Morning Show avec Jennifer Aniston, Reese Witherspoon et Steve Carell, puis elle rejoint la distribution de la série Loki en 2021, au côté de l'acteur Tom Hiddleston.

## Biographie

### Jeunesse et formation
Sa mère est une infirmière britannique et son père un médecin sud-africain. Son prénom, Gugulethu, est la contraction de « igugu lethu » qui veut dire « notre fierté » en xhosa. C'est aussi le nom d'une ville d'Afrique du Sud, dans la banlieue du Cap.
Gugulethu Sophia Mbatha-Raw a suivi les cours de la Royal Academy of Dramatic Art de 2001 à 2004. Elle pratique la danse, le chant, joue du saxophone et peut prendre de façon convaincante un accent américain et divers accents régionaux britanniques.

### Débuts au Royaume-Uni
Gugu Mbatha-Raw a été remarquée en 2005 pour son interprétation de Juliette au Royal Exchange Theatre de Manchester, où elle a ensuite joué dans Antoine et Cléopâtre.
Elle a d'abord tenu de petits rôles dans des séries télévisées ; Bad Girls en 2006, quatre épisodes de Doctor Who en 2007, Miss Marple la même année, dans l'épisode Témoin indésirable.
En 2008 elle est Pirhana, l'amie d'Amanda Price, dans Orgueil et Quiproquos et Jenny Miller dans la onzième saison de Trial & Retribution.
En 2009 elle a tenu le rôle d'Ophélie dans Hamlet au Wyndham's Theatre, dans le West End.

### Premiers rôles à Hollywood

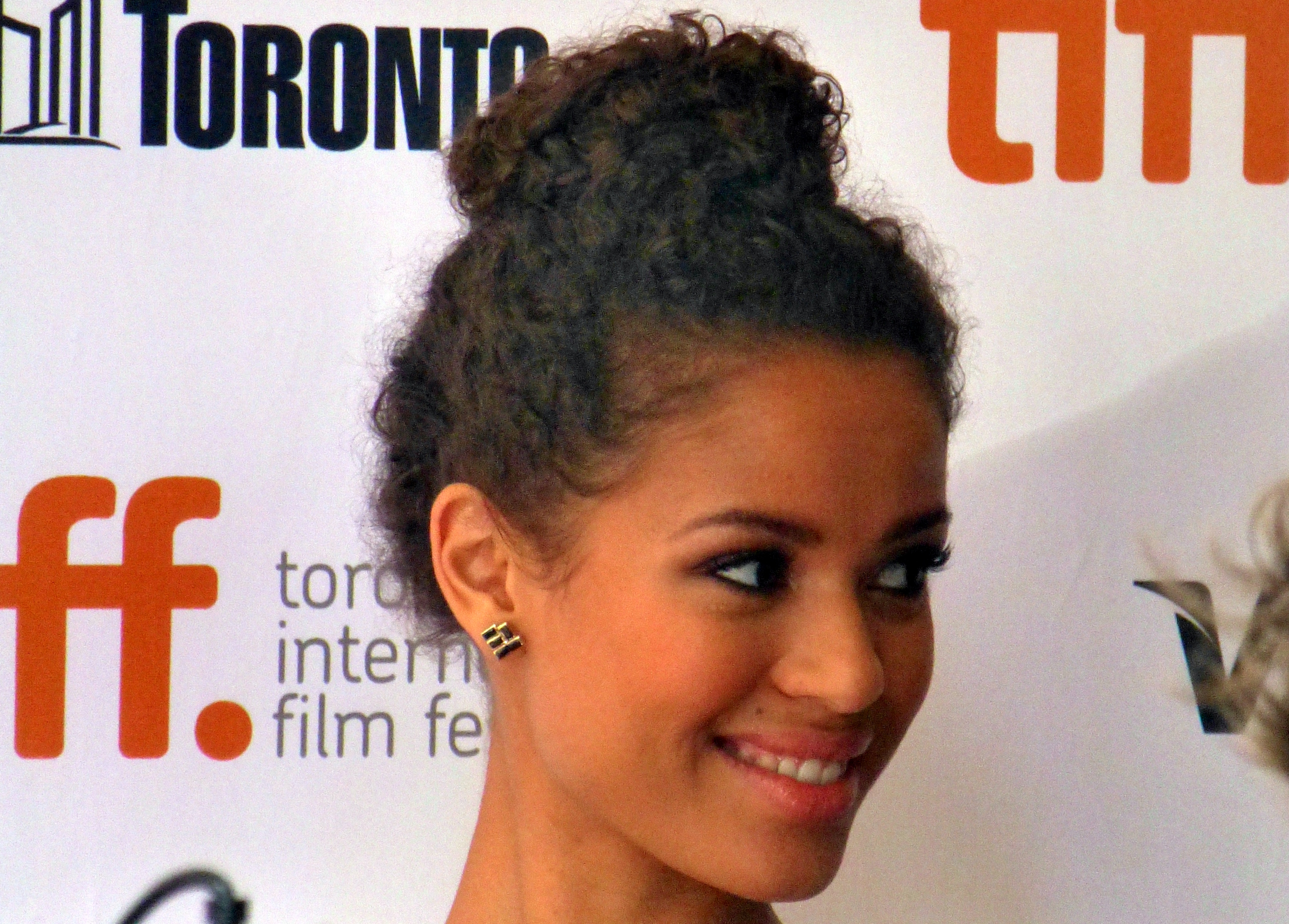
Lors de l'avant première du film Belle, au Festival international du film de Toronto, en 2013.

En septembre 2010, Gugu Mbatha-Raw tient le rôle féminin principal, celui de l'espionne Samantha Bloom, dans Undercovers du réalisateur J. J. Abrams, mais la série est arrêtée au bout de deux mois.
À partir de juin 2011, Mbatha-Raw donne la réplique à Kiefer Sutherland et Danny Glover dans Touch. Elle y tient le rôle de Clea Hopkins, une assistante sociale. Cette même année elle est Talia au cinéma dans Il n'est jamais trop tard, un film écrit et réalisé par Tom Hanks. L'année suivante elle décroche ses premiers rôles au cinéma.
L'année 2013 la lance au cinéma : elle joue le rôle-titre du drame historique Belle. Elle y tient le rôle principal, celui de Dido Elizabeth Belle. Elle reçoit les éloges pour son interprétation, ce qui lui vaut plusieurs prix et citations lors de cérémonies de remises de prix,.
Parallèlement, elle tient le premier rôle féminin de la romance Beyond the Lights de Gina Prince-Bythewood, qui reçoit de bonnes critiques.
Elle tente alors de confirmer avec des gros projets. En 2015 sortent le blockbuster de science-fiction Jupiter : Le Destin de l'univers, de Lana et Andy Wachowski, puis le drame Seul contre tous, qui lui permet de donner la réplique à la star Will Smith. Cependant, le premier est un flop critique et commercial, et le second passe inaperçu, malgré des critiques satisfaisantes .

### Passage au premier plan, blockbusters et télévision
En 2016, Gugu Mbatha-Raw défend plusieurs projets. Elle tient le troisième rôle du drame The Whole Truth, aux côtés de Keanu Reeves et Renée Zellweger. Elle donne ensuite la réplique à Matthew McConaughey pour le drame historique The Free State of Jones, de Gary Ross. Elle seconde ensuite Jessica Chastain et Mark Strong dans le thriller politique Miss Sloane de John Madden. Un succès applaudi par la critique.
Enfin, elle surprend en tenant l'un des rôles principaux de l'épisode San Junipero de la saison 3 de la série britannique à succès Black Mirror, disponible exclusivement sur Netflix.
Après cette année très chargée, elle se contente en 2017 d'un second rôle dans le blockbuster musical et fantastique La Belle et la Bête, porté par la jeune star des adolescents Emma Watson. Le long-métrage est une adaptation en prise de vue réelle du classique d'animation des studios Disney La Belle et la Bête, sorti en 1991. Le film est un succès colossal lors de sa sortie en salles, réussissant à dépasser le milliard de recettes au box office,.
En 2018 elle est la tête d'affiche de deux longs-métrages diffusés directement sur la plateforme Netflix : le thriller de science-fiction The Cloverfield Paradox de Julius Onah, puis la romance Mon âme sœur de Stephanie Laing. Au cinéma elle est au casting du blockbuster Un raccourci dans le temps d'Ava DuVernay, un flop critique et commercial. En revanche elle est la vedette d'un film indépendant acclamé par la critique , Fast Color, co-écrit et réalisé par Julia Hart. Elle est également à l'affiche du drame, présenté au Festival international du film de Toronto, Farming de et avec Adewale Akinnuoye-Agbaje ainsi que Kate Beckinsale, qui raconte l'histoire vraie d'un afro-américain devenu le chef d'une bande de skinheads.
La même année elle rejoint la distribution principale d'une série développée par la plateforme de streaming d'Apple, attendue pour 2019, aux côtés d'acteurs tels que Reese Witherspoon, Jennifer Aniston et Billy Crudup. La série raconte les coulisses d'un talk-show matinal. Mimi Leder assure la réalisation de tous les épisodes de la première saison.

## Filmographie

### Cinéma

#### Courts métrages
- 2009 : All My Dreams on VHS de Tim Atack : Erica
- 2014 : 9 Kisses d'Elaine Constantine : la mariée
- 2016 : After the Storm de Jessica Oyelowo : Maman

#### Longs métrages
- 2007 : Traque sanglante (Straightheads) de Dan Reed : figuration
- 2009 : Act of God de Sean Faughnan et Ezna Sands : Rose
- 2010 : Capture Anthologies: Love, Lust and Tragedy de Tim Atack : Erica (directement sorti en vidéo)
- 2011 : Il n'est jamais trop tard (Larry Crowne) de Tom Hanks : Talia
- 2013 : Odd Thomas contre les créatures de l'ombre (Odd Thomas) de Stephen Sommers : Viola Peabody
- 2013 : Belle d'Amma Asante : Dido Elizabeth Belle
- 2014 : Beyond the Lights de Gina Prince-Bythewood : Noni Jeans
- 2015 : Jupiter : Le Destin de l'univers (Jupiter Ascending) de Lana et Andy Wachowski : Famulus
- 2015 : Seul contre tous (Concussion) de Peter Landesman : Prema Mutiso
- 2016 : Toute la vérité (The Whole Truth) de Courtney Hunt : Janelle
- 2016 : Free State of Jones de Gary Ross : Rachel
- 2016 : Miss Sloane de John Madden : Esme Manucharian
- 2017 : La Belle et la Bête (Beauty and the Beast) de Bill Condon : Plumette
- 2018 : The Cloverfield Paradox de Julius Onah : Ava Hamilton
- 2018 : Mon âme sœur de Stephanie Laing : Abbie
- 2018 : Un raccourci dans le temps (A Wrinkle in Time) d'Ava DuVernay : Dr Kate Murry
- 2018 : Fast Color de Julia Hart : Ruth
- 2018 : Farming de Adewale Akinnuoye-Agbaje : Ms. Dapo
- 2019 : Brooklyn Affairs (Motherless Brooklyn) d'Edward Norton : Laura Rose
- 2020 : Seacole de Charlie Stratton : Mary Seacole
- 2020 : Miss Révolution (Misbehaviour) de Philippa Lowthorpe : Jennifer Hosten - Miss Grenada
- 2020 : Come Away de Brenda Chapman : Alice Littleton, adulte
- 2020 : Summerland de Jessica Swale : Vera
- 2024 : En plein vol (Lift) de F. Gary Gray
- 2025 : Fuze de David Mackenzie

### Télévision

#### Téléfilms
- 2005 : Legless de Matt Greenhalgh : Beth
- 2005 : Chantage d'amour de Nick Hurran : infirmière
- 2006 : Viva Blackpool de Catherine Morshead : jolie jeune fille
- 2006 : Born Equal de Dominic Savage : Girl at King's Cross Station (non créditée)
- 2007 : Dead Clever: The Life and Crimes of Julie Bottomley de Dearbhla Walsh : Jessica
- 2008 : Fallout de Ian Rickson : Shanice Roberts
- 2018 : Fabled de Jennifer Morrison : Dee

#### Séries télévisées
- 2005 : Holby City de Tony McHale et Mal Young : Colette Hill (1 épisode)
- 2006 : Vital Signs de John Forte : Eve (saison 1, 4 épisodes)
- 2006 : MI-5 de David Wolstencroft : Jenny (saison 5, 9 épisodes)
- 2006 : Les condamnées : Fidelity Saunders (saison 8, 2 épisodes)
- 2007 : Miss Marple de Peter McAleese : Tina Argyle (s03.2 : Témoin indésirable)
- 2007 : Doctor Who de Russell T. Davies : Tish Jones (saison 3, 4 épisodes)
- 2008 : Scotland Yard, crimes sur la Tamise de Lynda La Plante : Jenny Miller (1 épisode)
- 2008 : Bonekickers de Matthew Graham et Ashley Pharoah : Viv Davis (saison 1, 6 épisodes)
- 2008 : Orgueil et Quiproquos de Dan Zeff : Pirhana (2 épisodes)
- 2010-2012 : Undercovers de J.J. Abrams et Josh Reims : Samantha Bloom (rôle principal, saison 1 - 13 épisodes)
- 2012 : Touch de Tim Kring : Clea Hopkins (rôle principal, saison 1 - 13 épisodes)
- 2016 et 2019 : Easy : Sophie (saison 1, épisode 7 et saison 3, épisode 9)
- 2016 : Black Mirror de Charlie Brooker : Kelly (saison 3, épisode 4)
- 2019 : Dark Crystal : Le Temps de la résistance : Seladon (voix originale, 9 épisodes)
- 2019 : The Morning Show : Hannah Shoenfeld (10 épisodes)
- 2021-2023 : Loki : Juge Ravonna Renslayer / Rebecca Tourminet (rôle principal, 10 épisodes)
- 2021 : The Girl Before : Jane Cavendish (rôle principal, 4 épisodes)
- 2022 : Surface : Sophie (16 épisodes)
- Prochainement : The War Between the Land and the Sea

## Distinctions
Sauf indication contraire ou complémentaire, les informations mentionnées dans cette section proviennent de la base de données IMDb.

### Récompenses
- 2014 : African-American Film Critics Association Awards de la meilleure actrice dans un drame historique pour Belle (2013).
- 14e cérémonie des Black Film Critics Circle Awards 2014 : Meilleure actrice dans un drame historique pour Belle (2013).
- 17e cérémonie des British Independent Film Awards 2014 : Meilleure actrice dans un drame historique pour Belle (2013).
- 2014 : Capri du meilleur espoir féminin dans un drame historique pour Belle (2013).
- 2014 : Festival international du film de Chicago de l’artiste émergent dans un drame musical pour Beyond the Lights (2014).
- 2015 : Alliance of Women Film Journalists Awards de la meilleure révélation dans un drame historique pour Belle (2013).
- 15e cérémonie des Black Reel Awards 2015 : Meilleure actrice dans un drame historique pour Belle (2013).
- National Film Awards 2015 : Meilleure actrice dans un drame historique pour Belle (2013).
- 2017 : International Online Cinema Awards de la meilleure actrice dans un second rôle dans un téléfilm ou une mini série pour Black Mirror (2016-).
- 2020 : Festival du film de Newport Beach de la meilleure actrice dans une série télévisée dramatique pour The Morning Show (2019-).

### Nominations
- 2011 : NAACP Image Awards de la meilleure actrice dans une série télévisée dramatique pour Undercovers (2010-2012).
- 2012 : Black Reel Awards de la meilleure révélation pour Il n'est jamais trop tard (Larry Crowne) (2011).
- 17e cérémonie des British Independent Film Awards 2014 : Actrice la plus prometteuse dans un drame pour Belle (2013).
- 17e cérémonie des Chicago Film Critics Association Awards 2014 : Meilleure révélation pour Belle (2013) et dans un drame musical pour Beyond the Lights (2014).
- 8e cérémonie des Detroit Film Critics Society Awards 2014 : Meilleure révélation dans un drame historique pour Belle (2013) pour le rôle de Dido Elizabeth Belle et dans un drame musical pour Beyond the Lights (2014).,,,
- 19e cérémonie des Florida Film Critics Circle Awards 2014 : Meilleure révélation dans un drame historique pour Belle (2013) pour le rôle de Dido Elizabeth Belle et dans un drame musical pour Beyond the Lights (2014).
- 24e cérémonie des Gotham Independent Film Awards 2014 : Meilleure actrice dans un drame musical pour Beyond the Lights (2014).
- 2014 : Village Voice Film Poll de la meilleure actrice dans un drame musical pour Beyond the Lights (2014).
- 2014 : Women's Image Network Awards de la meilleure actrice dans un drame musical pour Beyond the Lights (2014).
- 15e cérémonie des Black Reel Awards 2015 : Meilleure actrice dans un drame musical pour Beyond the Lights (2014).
- 68e cérémonie des British Academy Film Awards 2015 : Rising Star Award du meilleur espoir dans un drame musical pour Beyond the Lights (2014).
- 13e cérémonie des Central Ohio Film Critics Association Awards 2015 : Meilleure révélation dans un drame historique pour Belle (2013) pour le rôle de Dido Elizabeth Belle et dans un drame musical pour Beyond the Lights (2014).
- 20e cérémonie des Empire Awards 2015 : Meilleur espoir féminin dans un drame historique pour Belle (2013) pour le rôle de Dido Elizabeth Belle.
- 2015 : Georgia Film Critics Association Awards de la meilleure révélation dans un drame historique pour Belle (2013) pour le rôle de Dido Elizabeth Belle et dans un drame musical pour Beyond the Lights (2014).
- 2015 : NAACP Image Awards de la meilleure actrice dans un drame historique pour Belle (2013) pour le rôle de Dido Elizabeth Belle.
- 2015 : International Online Film Critics de la meilleure actrice dans un drame musical pour Beyond the Lights (2014).
- 2015 : London Film Critics Circle Awards de l’actrice Britannique de l’année dans un drame historique pour Belle (2013) pour le rôle de Dido Elizabeth Belle.
- National Film Awards 2015 : Meilleure actrice dans un drame musical pour Beyond the Lights (2014).
- 2015 : National Film Awards de la meilleure révélation féminine dans un drame historique pour Belle (2013) pour le rôle de Dido Elizabeth Belle.
- 2015 : Online Film & Television Association Awards de la meilleure révélation féminine dans un drame historique pour Belle (2013) pour le rôle de Dido Elizabeth Belle.
- 19e cérémonie des Satellite Awards 2015 : Meilleure actrice  dans un drame historique pour Belle (2013) pour le rôle de Dido Elizabeth Belle pour le rôle de Dido Elizabeth Belle .
- 2016 : All Def Movie Awards de la meilleure actrice dans un drame biographique pour Seul contre tous (Concussion) (2015).
- 2016 : Black Reel Awards de la meilleure actrice dans un second rôle dans un drame biographique pour Seul contre tous (Concussion) (2015).
- 2016 : NAACP Image Awards de la meilleure actrice dans un second rôle dans un drame biographique pour Seul contre tous (Concussion) (2015).
- 2017 : Gold Derby Awards de la meilleure actrice dans un second rôle dans un téléfilm ou une mini série pour Black Mirror (2016-).
- 2020 : Black Reel Awards de la meilleure actrice dans un drame de science-fiction pour Fast Color (2018).
- 2020 : Black Reel Awards for Television de la meilleure actrice dans un second rôle dans une série télévisée dramatique pour The Morning Show (2019-).
- 2020 : Gold Derby Awards de la meilleure actrice dramatique dans un second rôle dans une série télévisée dramatique pour The Morning Show (2019-).

## Voix françaises
En France, Fily Keita est la voix française la plus régulière de Gugu Mbatha Raw. Céline Ronté l'a également doublée à trois reprises.